# Gustavo del Castillo

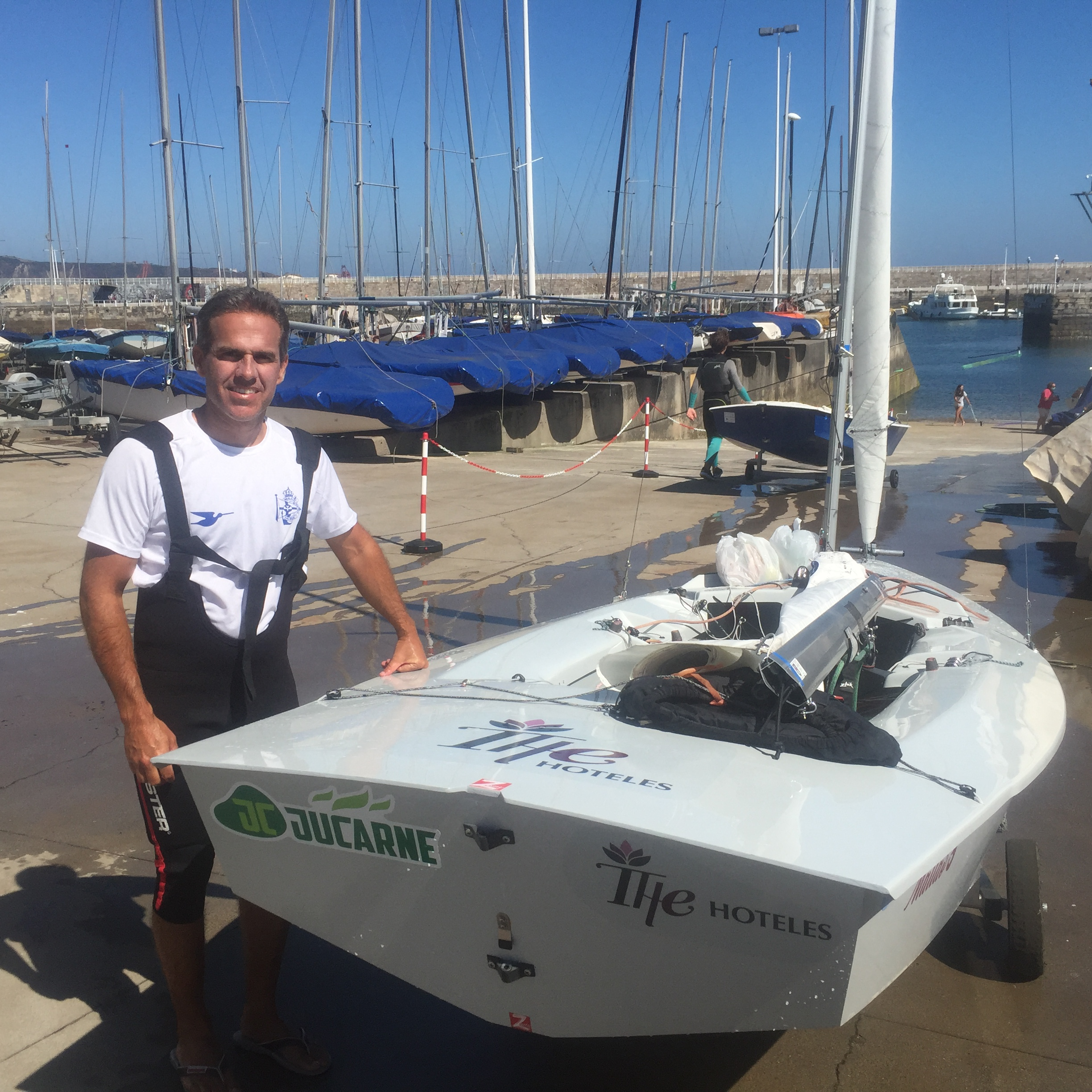
Gustavo en el Memorial Carlos del Castillo de 2020, que ganó.

Gustavo del Castillo Palop (Las Palmas de Gran Canaria, 25 de agosto de 1977) es un regatista español. Navega bajo la grímpola del Real Club Náutico de Gran Canaria. También es Ingeniero Técnico de Obras Públicas por la Universidad de Las Palmas de Gran Canaria.
Comenzó a navegar en la clase Optimist, ganando el Campeonato de Portugal en 1991, la Copa de España en 1992 y el Campeonato de España por equipos en 1991. Al término de su etapa en Optimist pasó a la clase 420, y ganó la Copa de España y el Trofeo Su Alteza Real Princesa Sofía de la clase en 1995, además de proclamarse subcampeón de Europa juvenil. En 2005 también ganó el Campeonato de España por equipos, con el RCNGC.    
Tras su paso por Optimist y 420, ganó, en 1996 y 1997, los Campeonatos de España juvenil y absoluto de la clase 470. A continuación estuvo navegando en vela latina, y en la clase Snipe, alternando la vela ligera con la vela de crucero.
En la clase Snipe ha sido campeón de Europa tres veces, con Felipe Llinares de tripulante en 2008 y con su hermano Rafael del Castillo en 2016 y 2018; y subcampeón del mundo otras dos veces, con Felipe Llinares de tripulante, en 2009, y con Rafael en 2017. En esta clase también ha sido campeón de España en 2009, 2018, 2019, 2020 y 2021, y subcampeón en 2007 y 2024, mientras que en 2010 y 2018 ganó la Copa de España.  
Durante los años 1999 y 2000 fue entrenador nacional de la clase 420.

## Premios y galardones
En 2018 recibió la Medalla al Mérito Deportivo de Las Palmas de Gran Canaria.